# هاوایاناس
هاوایاناس (انگلیسی: Havaianas) شرکت پوشاک برزیلی است، که در سال ۱۹۶۲ تأسیس شد.